# Stazione di Osidda
La stazione di Osidda fu una stazione ferroviaria al servizio del comune omonimo (ma posta nel territorio comunale di Pattada), lungo la ferrovia Tirso-Chilivani.

## Storia
La stazione fu costruita a fine Ottocento in contemporanea alla linea ferroviaria che l'avrebbe attraversata, la Tirso-Chilivani, per conto della Società italiana per le Strade Ferrate Secondarie della Sardegna, titolare della concessione della nuova infrastruttura. L'apertura all'esercizio della scalo avvenne il 1º aprile 1893, data di attivazione del tronco Tirso-Ozieri che completava la ferrovia.
Da quel momento in poi la stazione fu attiva al servizio del piccolo comune alle porte della Barbagia, nonostante i circa otto chilometri di distanza tra il borgo e il suo scalo ferroviario. Passata dalla gestione SFSS a quella della Ferrovie Complementari della Sardegna nel 1921, la stazione osiddese restò in attività sino al 31 dicembre 1969, giorno in cui la Tirso-Chilivani fu definitivamente chiusa al traffico ferroviario. L'impianto fu quindi successivamente smantellato e abbandonato.

## Strutture e impianti
L'impianto, di cui rimangono esclusivamente i ruderi di alcuni fabbricati, era situato lungo il tracciato della odierna SS 128 bis a circa otto chilometri a ovest di Osidda. Dal punto di vista ferroviario aveva caratteristiche di stazione passante, essendo dotata di tre binari a scartamento da 950 mm: da quello di linea si diramava a ovest un binario passante, dotato di prolungamento tronco in direzione Tirso; sul lato opposto invece aveva origine un tronchino terminante dinanzi a un piano caricatore per le merci.
L'edificio principale della stazione era il fabbricato viaggiatori, avente caratteristiche di casa cantoniera doppia (la numero tre della Tirso-Chilivani): si trattava di una costruzione a due piani a pianta rettangolare, con tetto a falde e cinque luci per piano sul lato binari. Un ulteriore fabbricato di servizio era invece utilizzato come alloggio per il personale.

## Movimento
La fermata fu servita dalle relazioni merci e viaggiatori espletate dalle SFSS e in seguito dalle FCS.

## Servizi
Durante il periodo di attività ferroviaria nell'impianto era presente una sala d'attesa, ospitata nel fabbricato viaggiatori.
- Sala d'attesa